# Mothers Against Drunk Driving
Mothers Against Drunk Driving (MADD) är en ideell organisation i USA som arbetar mot alkohol i samband med bilkörning. Föreningen ger också stöd till dem som drabbats av alkoholrelaterade trafikolyckor, försöker att minimera ungas drickande och rent generellt att argumentera för striktare alkoholpolitik. Organisationen, vars huvudkontor ligger i Irving, Texas, grundades 1980 i Kalifornien av Candice Lightner efter att hennes 13-åriga dotter dött i en trafikolycka där föraren var alkoholpåverkad. År 2003 startade den svenska motsvarigheten, MADD Sweden, efter ett initiativ från Motorförarnas Helnykterhetsförbund.